# Rauchenbichlerhof
Der Rauchenbichlerhof ist ein barockes Schlösschen im Stadtteil Schallmoos in der österreichischen Stadt Salzburg. Es liegt unmittelbar an der Linzer Bundesstraße, wurde stets zu Wohnzwecken verwendet und befindet sich auch heute in Privatbesitz.

## Geschichte
Der Hof wurde 1120 als „Gut Waldbichl“ erstmals erwähnt und stand ab 1238 im Eigentum des Stifts Sankt Peter, das Gut und Hof nach Erbrecht verpachtete. 1597 bis gegen 1677 war hier die Salzburger Kaufmannsfamilie Fabrizin ansässig, deren Wappen über dem südlichen Haustor des Hofes in Stein gemeißelt ist. 1677 bis 1741 besaß den Hof die Bierbrauerfamilie Kaserer. 1741 wurde das Bauwerk vom Salzburger Stadtrat Franz Anton Rauchenbichler und seiner Frau Maria Theresia Poschinger erworben und neu errichtet; es gehörte in der Franzosenzeit deren Sohn, dem Freiheitskämpfer Anton Rauchenbichler.

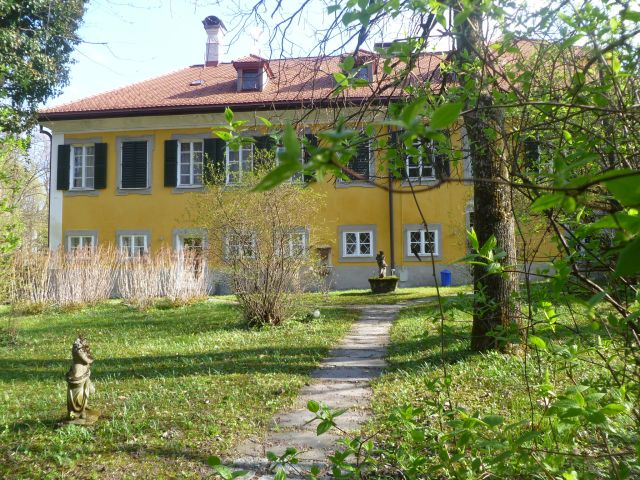
Rauchenbichlerhof: Seitenansicht

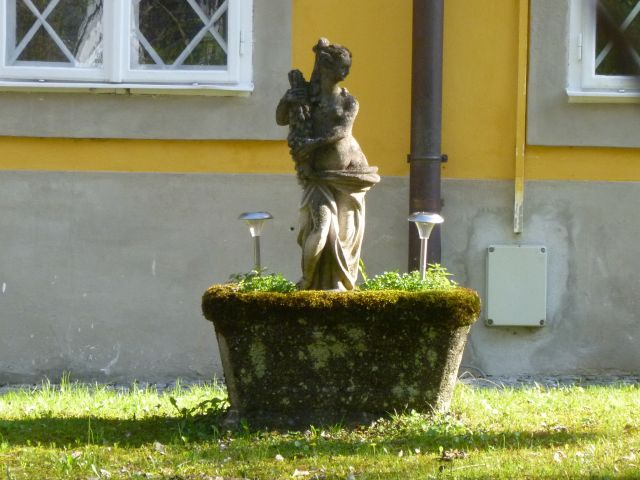
Rauchenbichlerhof: Brunnenfigur im Park

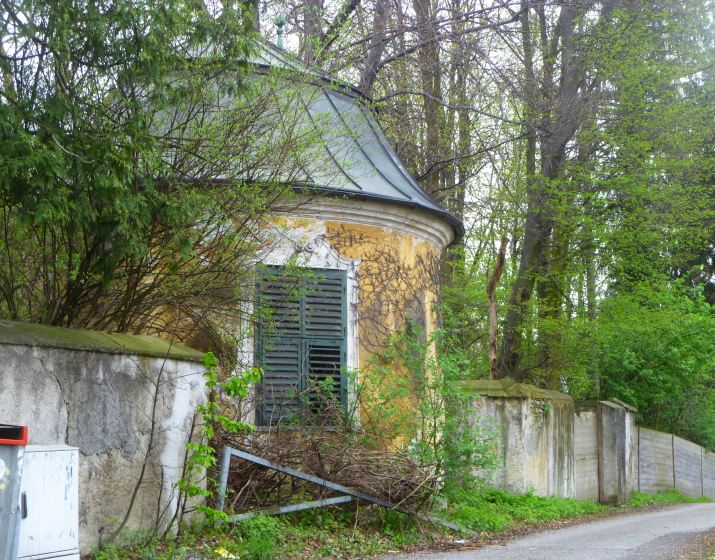
Rauchenbichlerhof: Pavillon

1822 besuchte Zar Alexander I. auf der Reise zum Veroneser Fürstenkongress der Heiligen Allianz das Schloss.
Ab 1831 lebte hier die frühere Geliebte Napoleons, Baronin Emilie Victorine Wolfsberg, geborene Emilia Viktoria Kraus, die Napoleon auf seinen Reisen begleitet hatte, in Salzburg wegen ihrer vielen Hunde als „Hundsgräfin“ bekannt war und später völlig verarmt starb. 1841 erwarben Alois (Antons Bruder) und Elisabeth Rauchenbichler von Rauchenbühl den Hof. Ihnen folgten 1857 ihr Sohn Josef Anton Rauchenbichler von Rauchenbühl und 1881 dessen Stiefsohn Franz Mayr; nach 1881 gehörte der Besitz zusammen mit dem Gablerbräu viele Jahrzehnte der Familie Mayr. Die Tochter Maria Mayr heiratete am 11. Oktober 1921 den Brauereibesitzer zu Schärding Gustav Kapsreiter. Seitdem ist der Besitz im Eigentum der Familie Kapsreiter.

## Rauchenbichlerhof heute
Der zweistöckige Bau ist aus Steinquadern des Salzburger Kapuzinerbergs erbaut; mit seinem Walmdach und einem kleinen historischen Garten ist das Anwesen im damaligen Zustand an sich gut erhalten, wobei der angebaute Pavillon renovierungsbedürftig erscheint und die Nähe zu einer Tankstelle eine gewisse „Vermüllung“ nach sich zieht.
Heute befindet sich der Rauchenbichlerhof in Privatbesitz der Familie Kapsreiter und ist nicht zu besichtigen.